# Fredrik Logevall
Fredrik Logevall (né en 1963) est un historien américain d'origine suédoise. Il enseigne à l'Université de Harvard, où il est professeur en relations internationales à la John F. Kennedy School of government. Il est aussi professeur d'histoire à la Faculté des arts et des sciences de Harvard.
Fredrik Logevall est un spécialiste de la politique étrangère des États-Unis et des guerres du Vietnam. il était auparavant professeur d'histoire à l'université de Cornell, où il est au même moment vice-recteur, et directeur du Centre d'études internationales Mario Einaudi.
En 2013, il remporte le prix Pulitzer d'histoire pour son livre Embers of War: The Fall of an Empire and the Making of America’s Vietnam.

## Biographie
Fredrik Logevall naît à Stockholm en 1963, et vit par la suite à Västerås. Il émigre avec sa famille à Vancouver, au Canada. il est diplômé en science politique de l'université Simon Fraser, puis poursuit en histoire à l'université de l'Oregon. Il obtient son doctorat en 1993 en histoire des relations internationales américaine à l'université Yale, sous la direction de Gaddis Smith. Il a enseigne ensuite pendant onze ans à l'université de Californie à Santa Barbara, où il co-fonde (avec Tsuyoshi Hasegawa)  le Centre d'Études de la Guerre Froide (Center for Cold War Studies). En 2004, il devient professeur d'histoire à l'université Cornell. De 2006 à 2007, il est enseigne la même discipline à l'université de Nottingham et à l'université de Cambridge. En 2010, il devient directeur du Mario Einaudi Center for International Studies de l'université Cornell et y enseigne les relations internationales.
Logevall est également associé au programme d'étude de la Guerre Froide à la London School of Economics, et il siège au conseil consultatif du Presidential Recordings Project du Miller Center of Public Affairs de l'université de Virginie. Il est membre du comité éditorial de la revue The Sixties, et de la série d'ouvrages, Issues in the History of American Foreign Relations. Avec Christopher Goscha, il dirige la série From Indochina to Vietnam: Revolution and War in a Global Perspective, édité chez University of California Press.
Logevall donne des conférences à travers le monde sur des sujets relatifs à l'histoire diplomatique contemporaine et la politique étrangère américaine. Il a remporté plusieurs prix pour son travail. Entre autres distinctions, il a reçu le Prix du Livre Warren F. Kuehl en 2001, remis par de la Society for Historians of American Foreign Relations ; et le Prix W. Turrentine Jackson de la Société américaine d'histoire (2000).

## Publications
- JFK: Coming of Age in the American Century, 1917-1956, Random House, 2020.
- Embers of War: The Fall of an Empire and the Making of America's Vietnam, Random House, 2012.
- A People and A Nation: A History of the United States, 9e édition, co-écrit avec Mary Beth Norton et al.; Cengage, 2011.
- America's Cold War: The Politics of Insecurity, co-écrit avec Campbell Craig; Belknap Press of Harvard University Press, 2009.
- Nixon in the World: American Foreign Relations, 1969-1977, avec Andrew Preston; Oxford University Press, 2008.
- The First Vietnam War: Colonial and Cold War Crisis, avec Mark A. Lawrence, Harvard University Press, 2007.
- Encyclopedia of American Foreign Policy: Studies in the Principal Movements and Ideas, avec Alexander DeConde et Richard Dean Burns; Scribners, 2002.
- Terrorism and 9/11: A Reader, Houghton Mifflin, 2002.
- The Origins of the Vietnam War, Longman, 2001.
- Choosing War: The Lost Chance for Peace and the Escalation of War in Vietnam, University of California Press, 1999.